# Charte d'Itxassou
La charte d'Itxassou (Itsasuko Agiria ou Itsasuko Ageria en basque) est présentée le 15 avril 1963 à Itxassou durant l'Aberri Eguna et proclame le droit à la souveraineté du peuple basque rassemblé. Elle voit en même temps la fondation officielle du mouvement politique Enbata et l'adoption de la charte d'Itxassou.

## La charte
| Egun 1963ko apirilaren 15an aberri egunean Lapurdiko Itsasun landatu dugun arbolaren pean bildurik huna zer jakin arazten dugun GUK EUSKALDUNEK ZER GIREN Lurraren arrazaren mintzairaren ohiduren aldetik herri bat eta bakar bat gira iragan denborako eta egungo nahiaz nazione bat gira Naturaz eta historioaz demokrazia bat gira herri nazione demokrazia gisa ZER DIOGUN Batasunaren obratzeko eskubidea gure buruaren jabetasunaren osoa nahi ditugu herri bakotxari :zor baitzako mende huntan bere buruaren gobernatzeko dretxoa JAKIN ARAZTEN DUGU : Gure nazionea guhaurek gobernat nahi dugula bertze herrieri gure Euskal Herria nazionetzat onhar araztea oldartuko girela Horrela bat eginen da Euskal Herria eta gure aberriari bizia eta segida emanen diogu. | En ce jour de la Patrie, quinzieme d'avril 1963, les Basques rassemblés autour du jeune chêne de Gernika planté à itxassou dans la province du Labourd, déclarent NOUS BASQUES SOMMES Un peuple par la terre, la race, la langue, les institutions une nation par notre volonté passée et présente une démocratie par notre nature et notre histoire comme peuple, nation, démocratie AFFIRMONS Notre droit à l'unité à la libre disposition individuelle et collective forts de ces réalités, conscients de ces droits et de celui, universellement reconnu, des peuples à disposer d'eux-mêmes. PROCLAMONS notre détermination à réaliser, par l'organisation de la nation et sa reconnaissance par le plein exercice de la démocratie, la continuité et la vie du peuple basque rassemblé. |

## Stèle
Une stèle fut érigée à Itxassou une dizaine d'années plus tard, rappelant les termes de la charte d'Itxassou.